# Liste der Bahnhöfe und Haltepunkte in Lörrach
Die Liste der Bahnhöfe und Haltepunkte in Lörrach beschreibt alle bestehenden Bahnhöfe und Haltepunkte der Stadt Lörrach. Durch das Stadtgebiet verläuft die Wiesentalbahn (WB), an die im Süden die Bahnstrecke Weil am Rhein–Lörrach (WL) – genannt Gartenbahn – anschließt. Die sieben Bahnhöfe und Haltepunkte befinden sich entlang der Talachse. Lörrach Hauptbahnhof, Lörrach-Stetten und Lörrach-Haagen/Messe verfügen als einzige über Bahnhofsgebäude. Das Bahnhofsgebäude von Brombach ist bereits abgebrochen. Die übrigen Bahnhofsgebäude stehen unter Denkmalschutz.
In Lörrach existiert seit 1963 ein Autoreisezugterminal der DB Fernverkehr, das sich im Güterbahnhof 500 Meter nordnordöstlich des Lörracher Hauptbahnhofs befindet.

## Liste der Stationen
| Station                   |                    | Art | Eröffnung         | Gleise      | Strecke                    | Anmerkungen | Bild |
| ------------------------- | ------------------ | --- | ----------------- | ----------- | -------------------------- | --- | ---- |
| Lörrach Dammstraße        | 47.597712 7.65522  | Hp  | 12. Juni 2005     | 1           | WL (km 4,395)              | Bedarfshalt |      |
| Lörrach-Stetten           | 47.601195 7.65893  | Bft | 5. Juni 1862      | 1 (zuvor 2) | WL (km 4,836) WB (km 5,02) | Vor dem Umbau für den S-Bahn-Betrieb war die Station zweigleisig. |      |
| Lörrach Museum/Burghof    | 47.606921 7.660789 | Bft | 12. Dezember 2004 | 2           | WB (km 5,8)                | Bis zum 13. Dezember 2009 hieß die Station Lörrach Schillerstraße. |      |
| Lörrach Hauptbahnhof      | 47.614006 7.665525 | Bf  | 5. Juni 1862      | 3 (zuvor 6) | WB (km 6,51)               | größter und wichtigster Bahnhof Lörrachs. Vor dem Umbau für den S-Bahn-Betrieb war die Station sechsgleisig, wovon das Gleis 1 seit dem Abriss der Straßenbahn Lörrach nicht mehr existierte |      |
| Lörrach Schwarzwaldstraße | 47.624311 7.672454 | Bft | 9. Dezember 2007  | 2           | WB (km 7,8)                | |      |
| Lörrach-Haagen/Messe      | 47.633513 7.68145  | Bft | 5. Juni 1862      | 2           | WB (km 9,06)               | Bis zum 13. Dezember 2009 hieß die Station Haagen/Baden. |      |
| Lörrach-Brombach/Hauingen | 47.637634 7.695668 | Hp  | 5. Juni 1862      | 1           | WB (km 10,21)              | Bis zum 13. Dezember 2009 hieß die Station Brombach b. Lörrach. |      |